# جاك كولينز (ممثل)
جاك كولينز (بالإنجليزية: Jack Collins)‏ هو ممثل أمريكي بدأ مسيرته الفنية سنة 1956. امتدت مسيرته الفنية لأكثر من 32 عاما.

## الأعمال
- بيويتشد
- آي دريم أوف جيني
- المريخيون
- ذا لوسي شو
- أيرون سايد
- بونانزا
- غان سموك
- ذا والتونز
- ميشين إمبوسيبول
- اللدغة

## روابط خارجية
- جون كولينز على موقع IMDb (الإنجليزية)
- جون كولينز على موقع ألو سيني (الفرنسية)
- جون كولينز على موقع أول موفي (الإنجليزية)
- جون كولينز على موقع قاعدة بيانات برودواي على الإنترنت (الإنجليزية)
- جون كولينز على موقع قاعدة بيانات الأفلام السويدية (السويدية)
- جون كولينز على موقع قاعدة بيانات الفيلم (الإنجليزية)
- جون كولينز على موقع كينوبويسك (الروسية)